# Gran Premio Industria e Artigianato 1988
Il Gran Premio Industria e Artigianato 1988, ventiduesima edizione della corsa e dodicesima con questa denominazione, si svolse il 22 giugno su un percorso di 220 km, con partenza e arrivo a Larciano. Fu vinto dall'italiano Massimo Ghirotto della Carrera-Vagabond davanti ai suoi connazionali Stefano Colagè e Gianbattista Baronchelli.

## Ordine d'arrivo (Top 10)
| Pos. | Corridore                | Squadra                        | Tempo    |
| ---- | ------------------------ | ------------------------------ | -------- |
| 1    | Massimo Ghirotto         | Carrera-Vagabond               | 5h54'00" |
| 2    | Stefano Colagè           | Alba Cucine-Benotto            |          |
| 3    | Gianbattista Baronchelli | Pepsi Cola-Fanini              |          |
| 4    | Luigi Furlan             | Gewiss-Bianchi                 |          |
| 5    | Alberto Elli             | Pepsi Cola-Fanini              |          |
| 6    | Emanuele Bombini         | Gewiss-Bianchi                 |          |
| 7    | Franco Vona              | Chateau d'Ax                   |          |
| 8    | Claudio Savini           | Alba Cucine-Benotto            |          |
| 9    | Maurizio Vandelli        | Atala-Ofmega                   |          |
| 10   | Giuseppe Petito          | Gis Gelati-Jollyscarpe-Ecoflam |          |